# Palacio Postal
El Palacio Postal o la Quinta Casa de Correos es un edificio del Centro Histórico de la Ciudad de México. Esta obra de arquitectura ecléctica fue construida a comienzos del siglo XX como uno de los símbolos del Porfiriato.

## Antecedentes
Para el año de 1902, se dio inicio a la construcción de la nueva sede de la Dirección General de Correos, siendo necesaria su reubicación debido a la importancia y al volumen de correspondencia que ya para aquellos tiempos manejaba el servicio postal de México. Es importante señalar que lleva el nombre de Quinta Casa de Correos debido a que el inmueble es la quinta sede del correo mexicano. La primera se ubicó a espaldas del Palacio Nacional, entre las calles de Correo Mayor y La Soledad durando en este lugar de enero de 1621 a junio de 1765; de junio de 1765 a octubre de 1788 se cambia a la segunda sede, la cual estuvo ubicada en la actual Calle de Guatemala; la tercera sede se ubicó en la Calle de San Francisco (hoy el número 33 de la Calle Francisco I. Madero) de octubre de 1788 hasta el 2 de mayo de 1852; y la cuarta sede se encontraba en un espacio anexo de la Casa de Moneda, en la Calle de Moneda, del 3 de febrero de 1852 al 16 de febrero de 1907.

## Historia y descripción del edificio
En el lugar que ahora ocupa el Palacio Postal se ubicaba el edificio del antiguo Hospital de Terceros de San Francisco o por su nombre completo, el Hospital Real de Nuestra Señora de la Pura y Limpia Concepción, una de las construcciones levantadas en el hacia el año de 1761 por la orden franciscana y cuyo fin dado era para atender solo a los miembros de la hermandad. El edificio sobrevivió la vida azarosa que padeció la ciudad durante todo el siglo XIX hasta el año de 1900, en que fue demolido para que en su lugar, que consta de 3.730 metros cuadrados, se levantara la construcción actual.
Las obras se iniciaron el 14 de septiembre de 1902, con la colocación de la primera piedra por el entonces presidente Porfirio Díaz. El proyecto y diseño del edificio fue obra del arquitecto italiano Adamo Boari, quien también trabajó en el inicio del Palacio de Bellas Artes. La construcción se llevó a cabo por el ingeniero mexicano Gonzalo Garita, ocupando para ello la novedosa cimentación tipo "Chicago", consistente en una losa de concreto corrida con espesor promedio de 70 centímetros y una estructura de viguetas de acero con un peralte de 21 pulgadas en ambos sentidos.
Los trabajos de construcción se llevaron al cabo durante 5 años, siendo terminada la obra en el año de 1907, e inaugurándose el 17 de febrero de ese mismo año por Porfirio Díaz, el cual en un acto simbólico, depositó dos tarjetas postales, con la imagen del Palacio Postal. 
De arquitectura ecléctica, consta el edificio de cuatro niveles. Destaca el exterior del edificio trabajado en cantera de chiluca (la cual fue extraída del Pueblo de Santa María Tulpetlac en el Municipio de Ecatepec de Morelos, Estado de México), donde es posible admirar la exquisita combinación de elementos pertenecientes al estilo gótico isabelino con arcos mixtilíneos, columnas entorchadas, cresterías floridas y una arcada coronando la parte superior de la fachada, utiliza varios elementos de la casa de los Abarca. La fachada principal en pan-coupé (es decir, que cuenta con un chaflán en la esquina, visto en planta), muestra en su último nivel un reloj de manufactura alemana.
El interior es espléndido. Las columnas del interior que recubren la estructura de hierro que sostiene al edificio, se encuentran cubiertas en su totalidad con la técnica de la escayola. Destaca la señorial escalinata del hall principal realizada con mármoles mexicanos y herrería de bronce bellamente trabajada por la Fondería Pignone de Florencia, quienes también realizaron los detalles de los pórticos, las ventanillas, las gárgolas y farolas del exterior y demás trabajos realizados en bronce en el interior. El remate del cubo de dicho hall se encuentra cubierto por un enorme domo de cristal emplomado transparente diseñado por Boari. Destacan también los escudos que coronan los remates de la arquería interior del tercer piso, en donde se exhiben los escudos de los países que formaban parte de la Unión Postal Universal a comienzos del siglo XX. 
A mediados de la década de los mil novecientos noventa se llevó a cabo una intensa labor de restauración en todo el inmueble, destacando en dicho trabajo el rescate de algunas áreas que fueron ocupadas por edificios anexos, así como la limpieza y recuperación de la cantera del exterior, y la recuperación de elementos y detalles originales en el interior. Se logró recuperar el espacio para reinstalar los elevadores originales diseñados por la firma Otis Elevator Company
Fue declarado monumento artístico el 4 de mayo de 1987. Alberga en su último piso la sede del Museo de Historia y Cultura Naval de la Secretaría de Marina, inaugurada el 23 de noviembre de 2004.

## Galería de imágenes

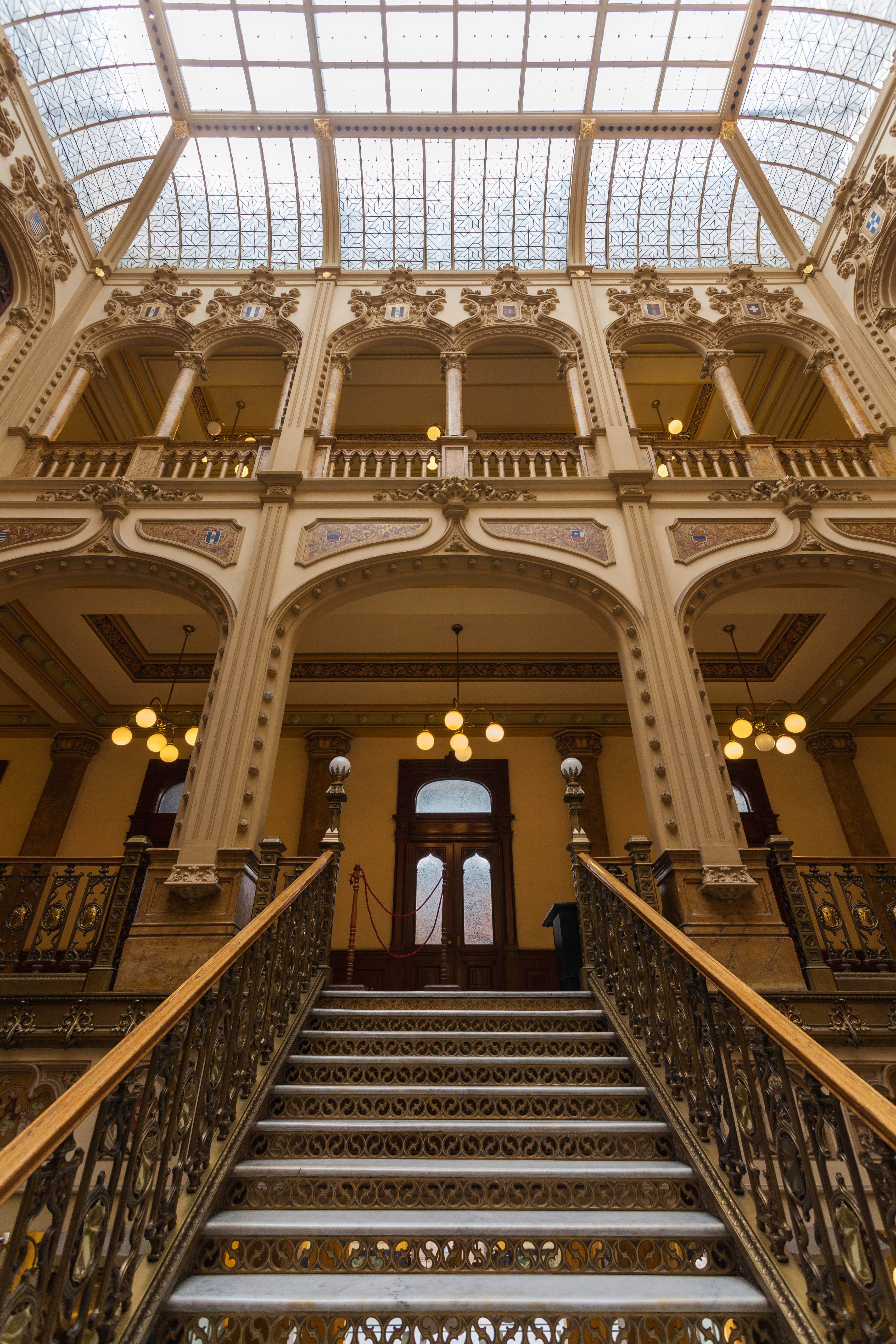
Vista frontal de la escalera central.
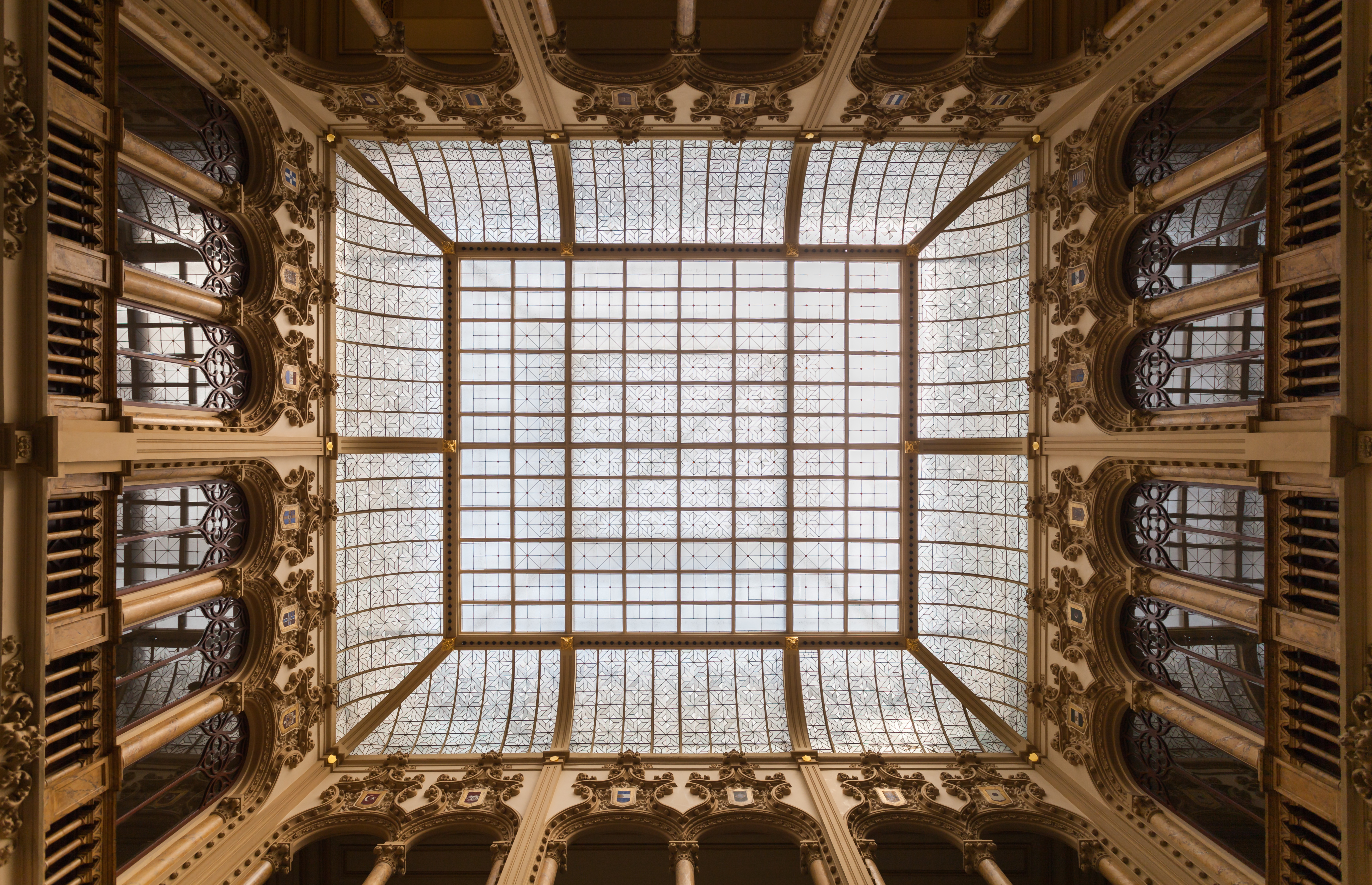
Cúpula sobre el patio del Palacio Postal.
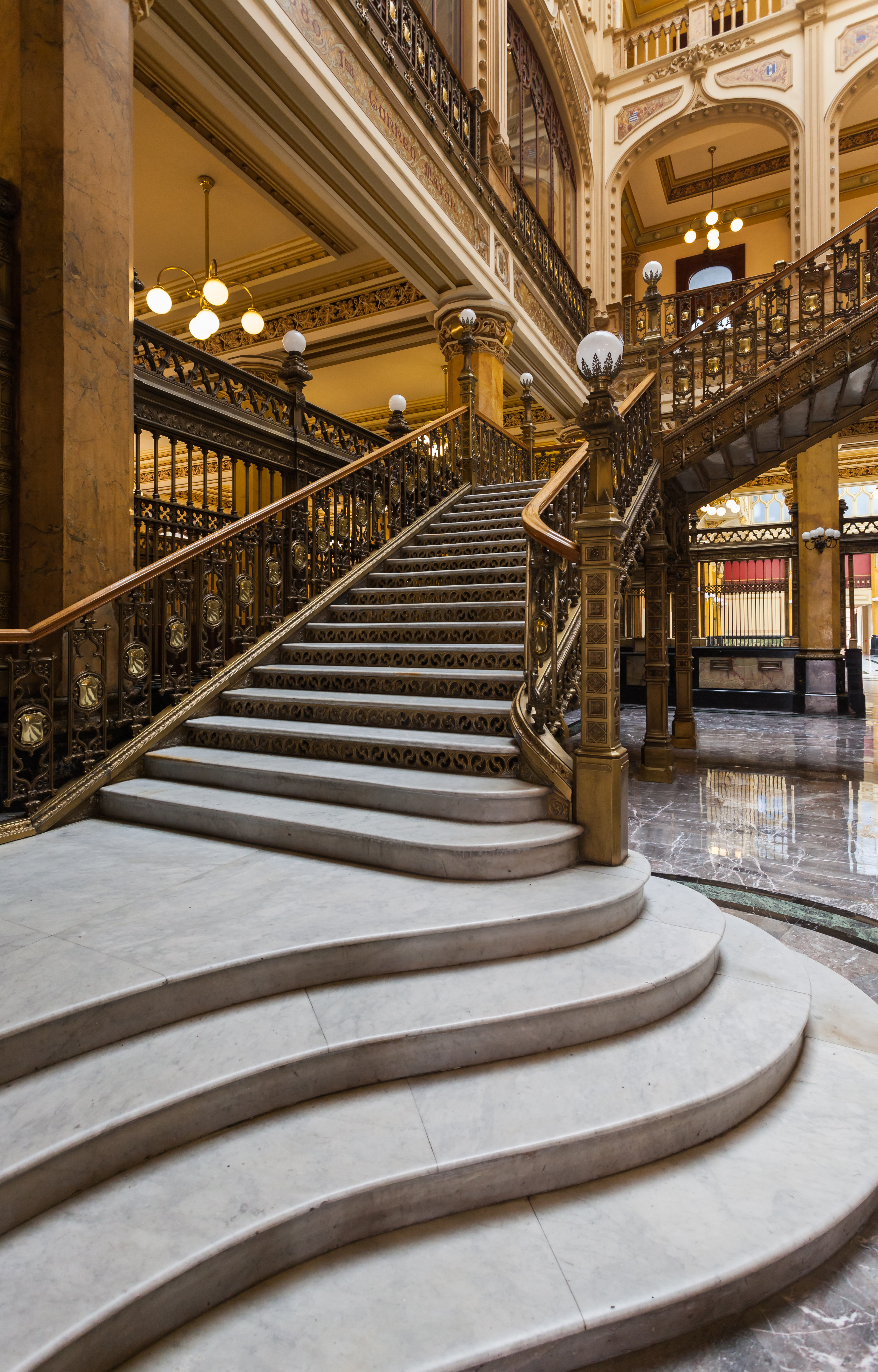
Escalera lateral.
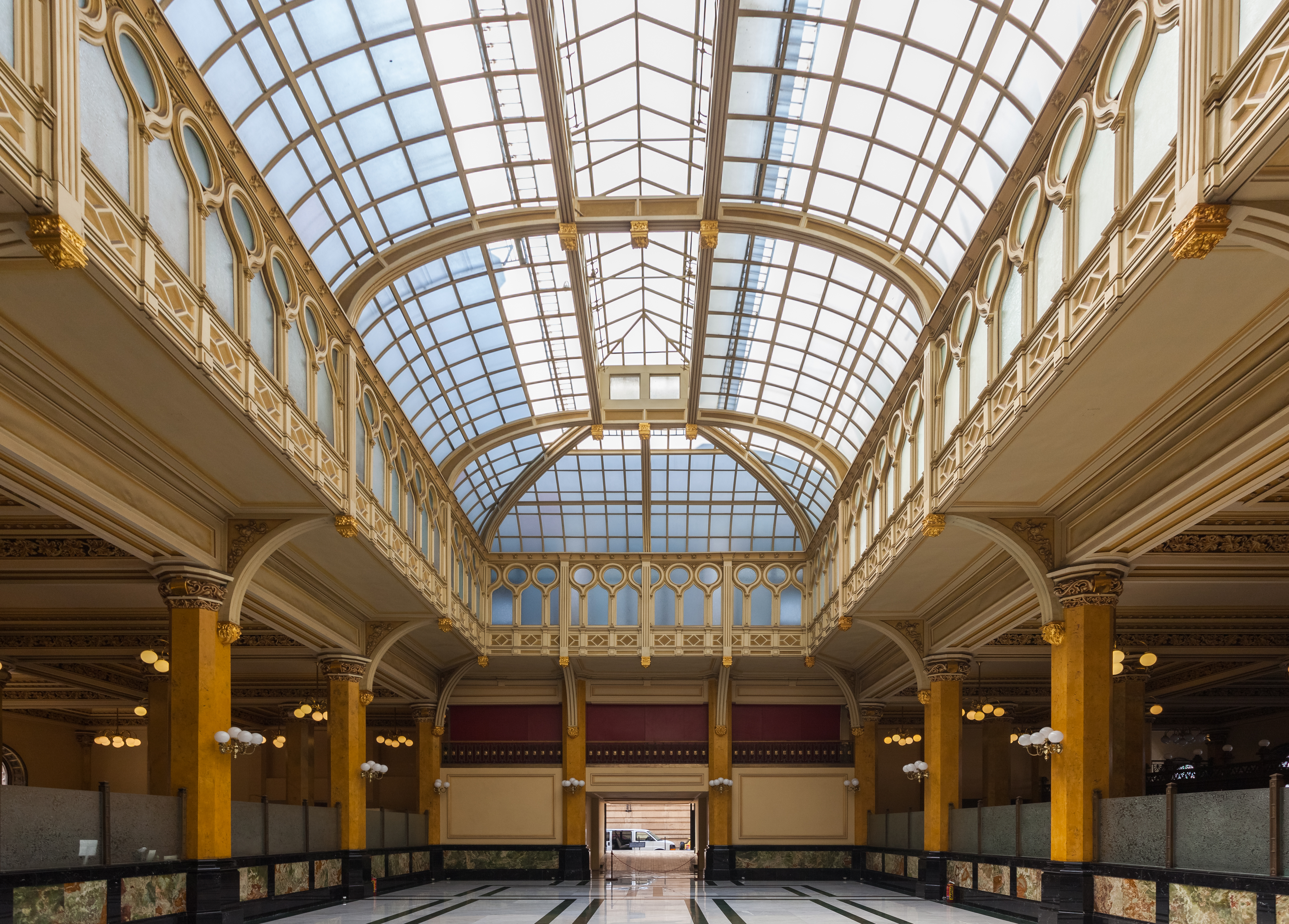
Sala posterior del palacio.
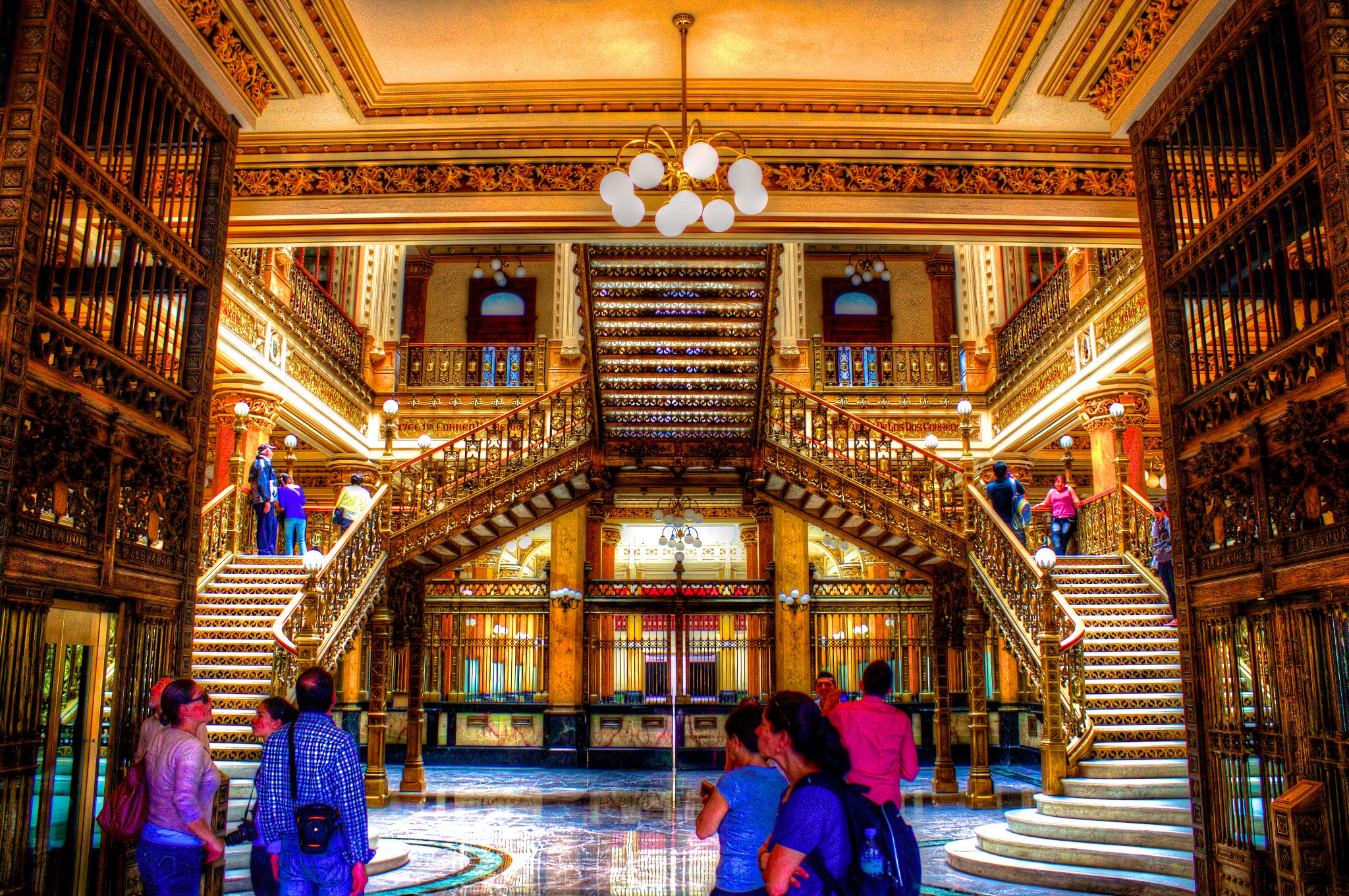
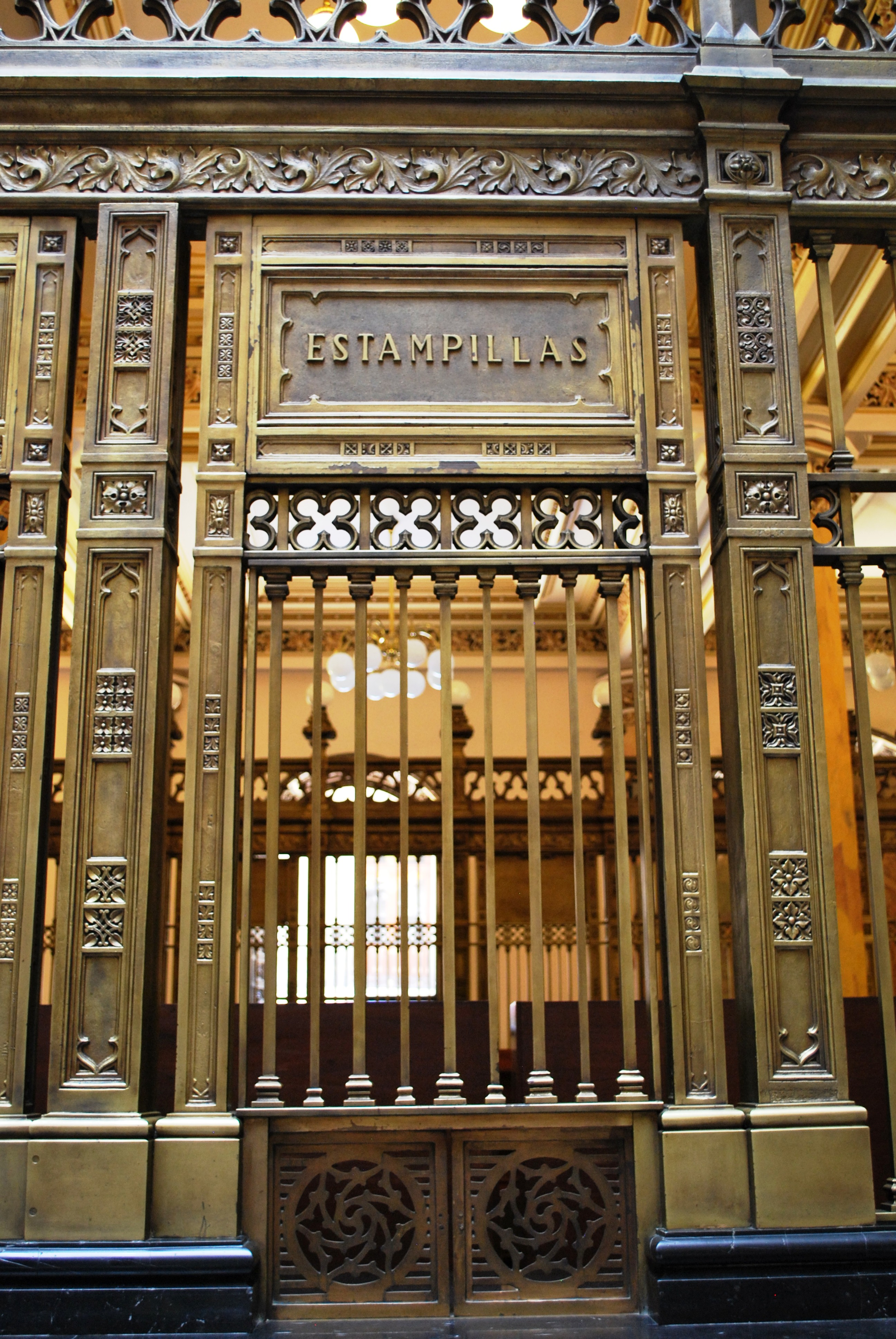
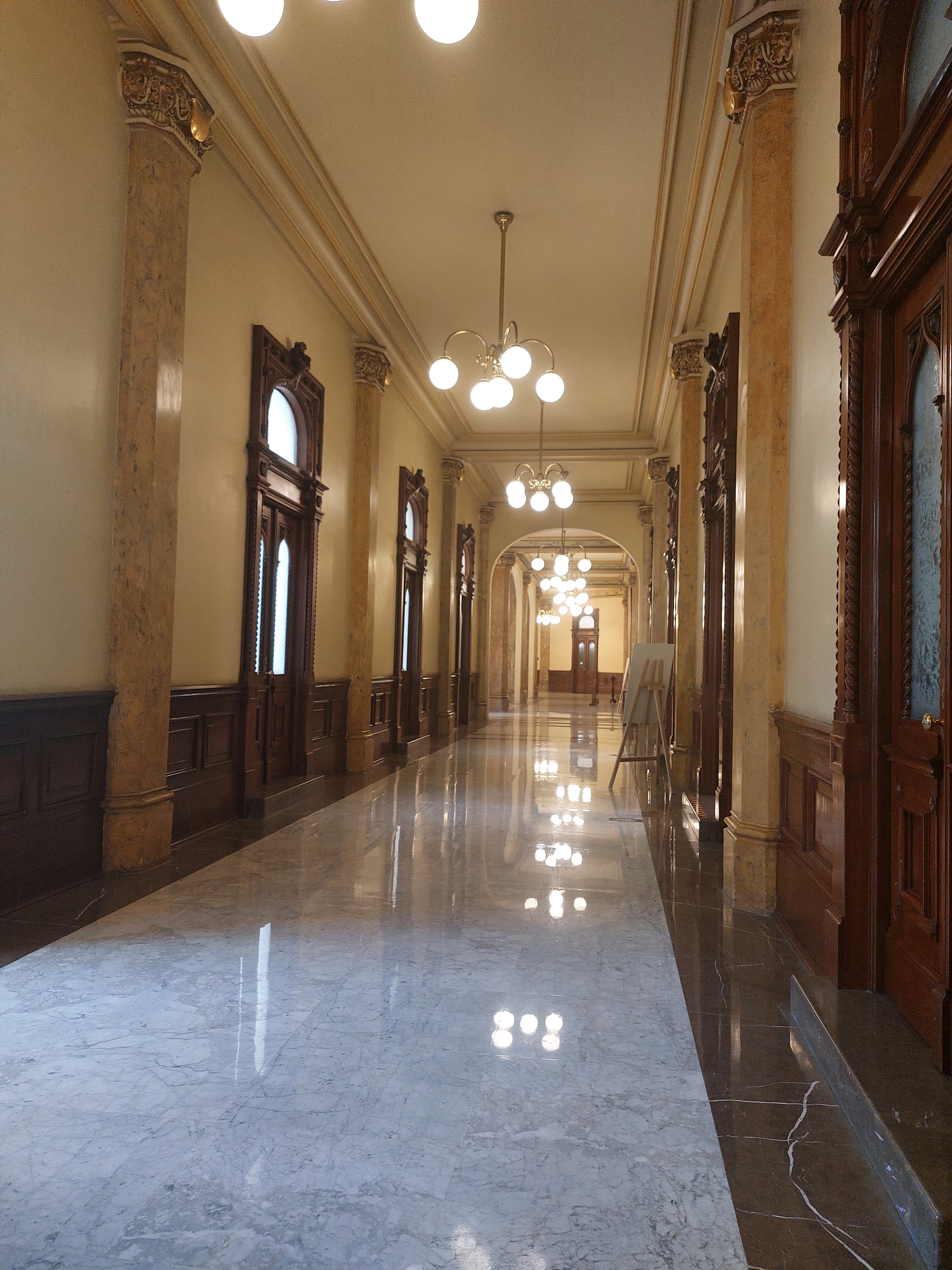
Pasillo de Museo Correos de México